# Distretto di Almora
Il distretto di Almora è un distretto dell'Uttarakhand, in India, di 630.446 abitanti. È situato nella divisione di Kumaon e il suo capoluogo è Almora.
E famoso per la sua bellezza e la vista della catena dell'Himalaya, il patrimonio culturale, l'artigianato e la cucina.
La stazione di montagna di Almora si trova su un crinale a ferro di cavallo di una montagna, la parte orientale di cui è chiamato Talifat e quello occidentale è conosciuto come Selifat.  Il paesaggio di Almora attira migliaia di turisti ogni anno ed è un polo di attività per la regione Kumaon. Sviluppato dai re della dinastia Chand, fu poi mantenuta e ulteriormente sviluppata dal regime britannico.

## Storia
L'antica città di Almora, prima della sua istituzione, era sotto il possesso di Katyuri re Baichaldeo. Ha donato la maggior parte di questa terra ad un Gujrati bramino Sri Chand Tiwari.  Ha donato la maggior parte di questa terra ad un Gujrati bramino Sri Chand Tiwari.
Più tardi, dopo il regno Chand è stata fondata nel Baramandal, la città di Almora nasce in questo luogo situato in posizione centrale nel 1568.  Nei giorni dei Re Chand è stato chiamato Rajapur. Il nome 'Rajpur' è menzionato anche su una serie di lastre di rame antico.
Nel 1960 i distretti di Bageshwar, Pithoragarh e di Champawat facevano parte integrante del distretto di Almora.

## Geografia fisica

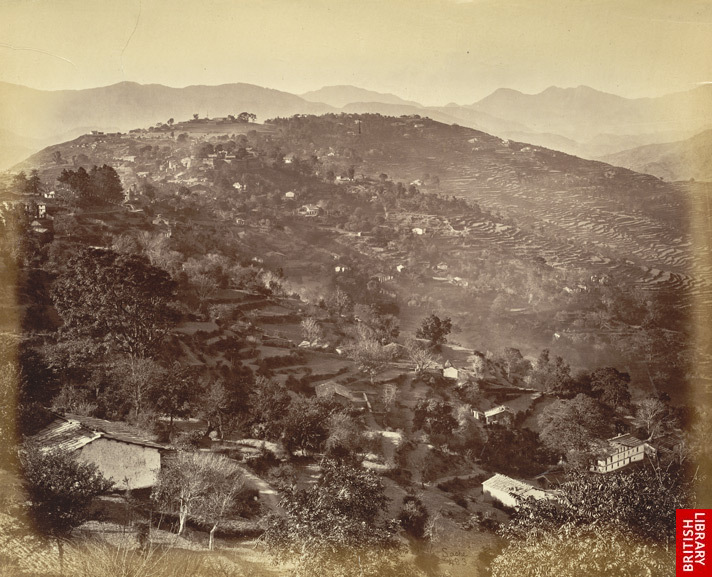
La cresta di Almora nel 1860

L'Almora si trova sulla cresta di una montagna. La parte orientale della dorsale è conosciuta come Talifat e quello occidentale è conosciuto come Selifat.
Simalkhet è un villaggio situato nel bordo di Almora e Chamoli. La gente di questo villaggio in grado di parlare entrambe le lingue kumauni e Garhwali.
Sulla cima di una collina c'è un tempio chiamato Bhairav Gadi.
Gori, fiume affluente del Gange,  scorre attraverso Almora.

## Società

### Evoluzione demografica
Secondo il censimento del 2011 Almora ha una popolazione di 621.927, approssimativamente uguale a quella del Montenegro o quella dello stato americano del Vermont.  Questo lo posiziona al 517º posto in India su un totale di 640.  Il distretto ha una densità abitativa di 198 abitanti per chilometro quadrato. La maggior parte della popolazione vive nei pressi del mercato principale di Almora che costituisce quasi il 45% della popolazione.
Gli abitanti sono la maggioranza Induisti 621.203, musulmani 7.283 (1,15%), cristiani 959.

## Luoghi da visitare
- Chitai Temple:
- Nanda Devi Temple
- Bright End Corner
- Binsar Mahadev Temple
- Lal Bazaar
- Someshwar
- Jageshwar

## Amministrazione
Almora è suddivisa in nove tehsils: 
1. Almora,
2. Bhikiyasain,
3. Chaukhutiya,
4. Dwarahat,
5. Jainti,
6. Ranikhet,
7. Someshwar,
8. Sult.

### Città
- Almora
- Someshwar
- Dwarahat
- Jageshwar
- Ranikhet
- Chaukhutia
- Masi
- Jaurasi
- Jalali